# Ранульф I де Бессен
Ранульф (Раннульф) I де Бессен (фр. Ranulf I de Bessin, ум. 1047) — нормандский барон, виконт Бессена (Байё), сын Аншитиля.

## Биография
Ранульф был сыном некоего Аншитиля, который упоминается как виконт в районе Байё (лат. Baiocacensis vicecomes) в хартии герцога Нормандии Ричарда II о подтверждении прав аббатства Мон-Сен-Мишель, датированного около 1030 года. Судя по имени Аншитиль был по происхождению викингом.
Имя Ранульфа упоминается в двух хартиях герцога Нормандии Вильгельма II, данных аббатству Мон-Сен-Мишель (около 1042 года и ранее 1047 года).
Хронист Гильом из Пуатье называет Ранульфа де Бессена среди нормандских феодалов, которые в 1047 году поддержали восстание Ги де Бриона против герцога Вильгельма II. Восставшие были разбиты битве при Валь-э-Дюн, часть мятежников погибла на поле битвы, а часть утонула во время бегства через реку Орн. Точных сведений о дальнейшей судьбе Ранульфа нет, возможно он погиб. Однако его сын, Ранульф II, сохранил Бессен.

## Семья
Согласно сообщению хрониста Роберта из Ториньи, женой Ранульфа I была Алиса Нормандская, незаконнорожденная дочь герцога Нормандии Ричарда III. От этого брака родился как минимум один сын:
- Ранульф II де Бриксар (ум. после 1098), виконт Бессена (Байё) с 1047[1].

Также возможно, что братом Ранульфа I был «Онфруа, сын Аншетиля», имя которого стоит в хартии о пожертвовании шести церквям в Гернси и аббатству Мармутье, датированной около 1060 года. Кроме того, в хартии короля Англии Генриха II о подтверждении имущества аббатства Тринити в Кане, датированным между 1182 и 1190 годами, упоминается пожертвование, которое дала Фредезенда, тётка (лат. amita) виконта Ранульфа. Вероятно, эта Фредезенда была сестрой Ранульфа I.